# La Salle Jobson
La Salle Jobson es un colegio de inspiración cristiana emplazado en la ciudad de Santa Fe, Argentina, en la dirección Pasaje Hermanos de La Salle 3251. El establecimiento comenzó a construirse a principios del siglo XX y actualmente abarca toda una manzana del barrio Candioti de Santa Fe. El colegio pertenece a los hermanos de las escuelas cristianas y lleva el nombre Jobson en honor a los donantes de su terreno. Actualmente el colegio imparte educación a más de 1500 alumnos de Santa Fe y alrededores.

## Historia
La Sra. Flavia Sañudo de Jobson había donado caritativamente dos manzanas de terreno al Obispo de la Ciudad de Santa Fe junto a unos insuficientes 28.000 pesos para que se realizara la construcción de un orfanato a favor de los niños pobres. El Obispo invirtió ese dinero para construir una escuela de artes y oficios destinada también a los niños pobres en un solar que había donado Gerarda Candioti, que es también, el mismo terreno que ocupa hoy el colegio.
A su inauguración en 1902 asistió el entonces Gobernador de Santa Fe Rodolfo Freyre junto a su esposa y otras varias personalidades. Si bien el gobernador apoyó el proyecto del colegio otorgando cuarenta bacas de veinticinco pesos cada una, los recursos rápidamente escasearon y quince meses después de iniciada la obra el Obispo tuvo que suspenderla.
Por tanto el Monseñor Boneo le ofreció a los hermanos de La Salle hacerse cargo de la dirección del colegio comprometiéndose a dejar el edificio en condiciones para que impartieran la enseñanza según sus reglas. La propuesta fue aceptada inmediatamente y en 1904 el colegio abrió sus puertas bajo el nombre de La Salle Jobson.

## Propuesta Educativa

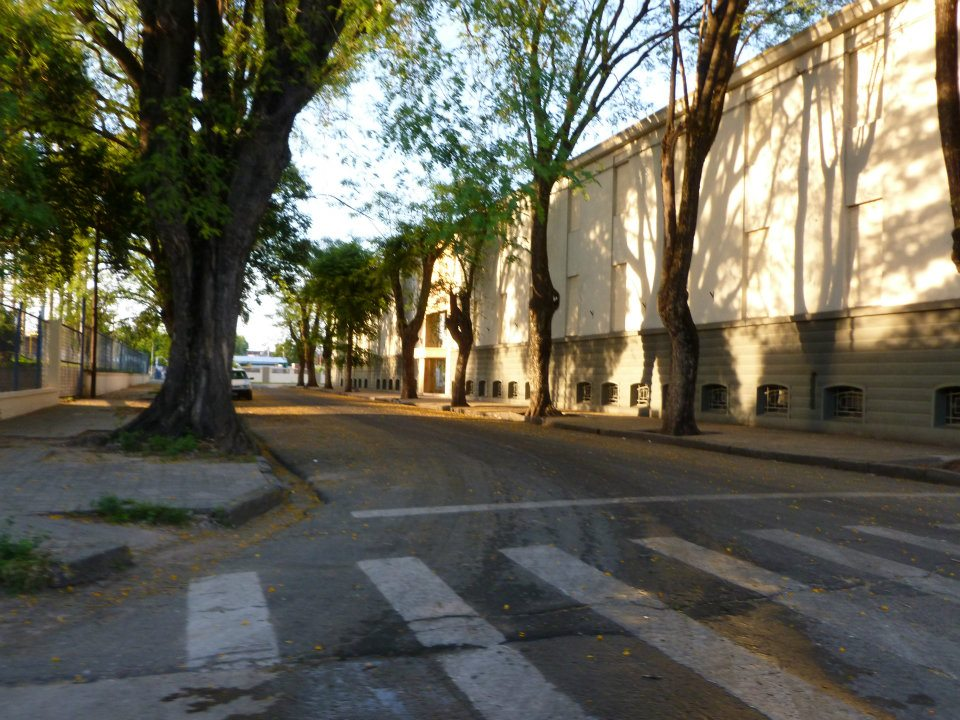
Fachada del Colegio vista desde Pje. Hnos. de La Salle

### Nivel Inicial
El nivel inicial, al igual que todos los demás, es mixto desde hace tiempo. Además de la educación básica correspondiente, a los alumnos se les imparte también una formación religiosa a esta tan temprana edad, como también, la informática y el inglés se dictan regularmente en estas aulas.
Todos los años, los egresados del nivel inicial acuden a un acto de despedida y realizan un campamento en el campo de deportes del colegio, ubicado en el barrio de Cabaña Leiva.

### Nivel Primario
El nivel primario que se dicta en esta institución está formado por 7 grados pertenecientes a la "EGB". A partir de 2004 la escuela primaria empezó ser mixta dejando de lado el tradicionalismo del antiguo colegio La Salle que durante sus primeros 100 años fue exclusivamente para varones, poco a poco, las mujeres fueron ingresando al colegio y aumentando rápidamente en cantidad. Junto a la educación básica, se dicta también formación religiosa, inglés e informática, existiendo a la vez, muchos talleres optativos música, plástica, caricaturas, etc. que se realizan a la tarde.

### Nivel Secundario
El nivel secundario está formado por 5 años de los cuales 3 están regidos por una de las tres modalidades que se dictan en el colegio. En todas se dicta la educación general considerada básica para el alumno pero se centra en los aspectos propios de la modalidad elegida para encarar el acto educativo.
Además de la educación básica, se adicionan ciertas materias complementarias como son: formación religiosa, educación para el pensamiento, educación para el amor. Anualmente los cursos del nivel secundario realizan convivencias en el campo de deportes del colegio.
Además de los servicios educativos provistos, los alumnos del colegio participan todos los años de actividades extracurriculares como son las Jornadas CDC, el Modelo de Naciones Unidas de la Ciudad de Rosario, la Olimpiada Matemática Argentina, Olimpiada de Filosofía, etc.
Las tres modalidades que se dictan en el colegio son "Economía y Gestión de las Organizaciones", "Ciencias Naturales" y "Humanidades y Ciencias Sociales". Anteriormente existía la modalidad "Físico-Matemática" pero actualmente no se dicta en el establecimiento.

#### Modalidad Economía y Gestión de las Organizaciones
Modalidad dirigida principalmente a estudiantes vinculados a la administración de las organizaciones, las materias específicas que se incluyen son: Sistemas de Información Contable, Economía, Derecho, Administración etc.

#### Modalidad Humanidades y Ciencias Sociales
Enfocada en las Ciencias Sociales, la modalidad es la más elegida del colegio con más de 120 alumnos, las materias que las caracterizan son Sociología, Tecnología de la Comunicación e Información, etc.

#### Modalidad Ciencias Naturales
Modalidad destinada a la mayor parte de las carreras de ingeniería y medicina, incluye materias como: Salud, Biofísica, Procesos Productivos, pero también además de exigirse solamente en biologías se exige desde el punto de vista humano, por ejemplo, los derecho y leyes, etc..

### Turno Tarde
Anteriormente, el colegio tenía tres divisiones por curso para el turno mañana y una división por curso aparte para el turno tarde. A partir de una reestructuración esto cambió y actualmente en el horario de la tarde, se dictan clases para alumnos sin problemas, y, también para los que necesiten algún tipo de ayuda. Los cursos de la tarde son, por lo general, un poco reducidos.

## Centro de Estudiantes
El centro de estudiantes del colegio está conformado por un grupo de alumnos que desempeñan la función de representar al colectivo estudiantil de la institución frente a la dirección y el resto la de la comunidad educativa. A lo largo de la historia, la mayor parte de las agrupaciones fueron lideradas por alumnos del último año de educación secundaria, existiendo a la vez ciertas excepciones como la del actual C.E.L.S. 2015. El centro tiene facultades para desarrollar numerosas actividades, recaudar fondos e invertir en infraestructura para el colegio, siempre teniendo en mente el bienestar de sus regentes.

## Club
El colegio posee también un club deportivo cuya sede se ubica en Avenida San Juan Bautista de La Salle en el barrio de Cabaña Leiva en la ciudad de Santa Fe (Argentina)
El club desarrolla una variada cantidad de actividades deportivas entre las cuales se incluyen hockey, fútbol, rugby, etc.

#### En el fútbol
El equipo de fútbol colegial consiguió tres títulos en la Liga Santafesina de Fútbol, uno con el técnico Frank Darío Kudelka en 1992, en un torneo largo, con Juan Carlos Lapalma en el torneo corto del Apertura 2013 Raul Crespi, y otro en 2021 con Martín Mazzoni.
En el año 2014 ganó el Torneo del Interior 2014 consagrándose en Cabaña Leiva tras ganarle a Atlético Campaña de Carcaraña. A partir de esto se convirtió en el 3.er equipo de la ciudad de Santa Fe que participa en los torneos de AFA
Campeonatos de Liga Santafesina de Fútbol: 2 (1992 y Apertura 2013)
Campeonato de Torneo del Interior: 1 (Torneo del Interior 2014

#### En el Hockey
La Salle Jobson Hockey